# Concho megye
Concho megye az Amerikai Egyesült Államokban, azon belül Texas államban található. Megyeszékhelye Paint Rock, legnagyobb városa Eden. Lakosainak száma 3303 fő (2020. április 1.). Concho megye Schleicher, Runnels, Coleman, McCulloch, Menard és Tom Green megyékkel határos.

## Népesség
A megye népességének változása:
| Lakosok száma | 4095 | 4110 | 4024 | 4043 | 4081 | 3303 |
|               | 2010 | 2011 | 2012 | 2013 | 2015 | 2020 |